# Érd NK
Az Érd NK (2013-ig: ÉTV-Érdi VSE) Érd város magyar női kézilabdacsapata. A magyar élvonalban többször is a bajnokság harmadik helyén végzett a csapat, több válogatott játékos is megfordult a klubnál. Nagymértékben a koronavírus-járvány következményei miatt 2020 áprilisában a helyi önkormányzat megvonta a felnőtt csapat támogatását, az Érd NK pedig szerződést bontott szinte minden játékosával és távozott Szabó Edina vezetőedző is. 2020. júniusában a Békéscsaba vezetőedzője Horváth Roland, és további 19 játékos is érkezett Érdre.

## Története
Az Érdi Női Kézilabda történetében 1977-ig kell visszamennünk. Ekkortól beszélhetünk kézilabda szakosztályról. Kovács Károly testnevelő tanár az iskolájában (6. sz. és 2. sz. általános iskola) rendszeres edzésbe fogta a köréjük csoportosuló diákokat, és csapattá szervezte őket.
Az első sikerek viszonylag gyorsan jöttek, hiszen mind a lányok, mind a fiúk bejutottak az úttörő olimpia országos döntőjébe. Az eredmények láttán az Érdi VSE vezetése rögtön szakosztállyá is szervezte őket. Edzéseiknek és mérkőzéseiknek a 6 sz. iskola szabadtéri pályája adott otthont.
A lányok már az első évben ifikkel kiállva megnyerték a Budai Járási Összevont Felnőtt Bajnokságot és ezzel a következő évtől a Pest Megyei Bajnokságban szerepelhettek, amelyben 1978-ban és 1979-ben egyaránt a 7. helyen végeztek. Emellett állandó résztvevői voltak rangos korosztályos kupaküzdelmeknek, és ezeken sok-sok értékes helyezést értek el. A Herczeg Gizella, Nagy Etelka, Halász Zsuzsanna, Töreki Anna, Bihari Mária, Siklósi Tünde, Raffael Olga, Szilágyi Magdolna, Családi Mária, Konrád Olga, Kesztler Klára, Malaczkov Mária, Dobó Katalin és Haskó Istvánné alkotta keret stabil megyei szintű csapatnak számított és alapját is képezte a sokáig NB II-es gárdának.
- 2006-ban állt Érd Megyei Jogú Város vezetése a csapat mellé, ekkor célként - 5 év alatt elérendően - a Magyar Első Osztályú Nemzeti Bajnokság elérését tűzték ki. Főtámogatónk az Érd és Térsége Víziközmű Kft.
- A 2007/2008-as idényben ezüstérmet szereztek az NB II Déli csoportban, mellyel jogot szereztek a másodosztályú indulásra. A csapat tagjai voltak: Banczik Julianna, Bánóczy Diána, Dudás Csilla, Fedor Judit, Gálhidi Zsuzsanna, Hegedűs Marianna, Kavrán Andrea, Kisgergely Csilla, Kőrösiné Sidó Krisztina, László Barbara, Nagy Viktória, Németh Helga, Orbán Anikó, Popovics Katalin, Richter Bernadett, Riebel Zsófia, Szigeti Katalin, Szirtes Rita, Török Petra, Végh Zsuzsa.
- A 2008/2009-es bajnoki idényben újoncként bronzérmet szereztek  az NB I/B Nyugati csoportjában.
- 2010-ben rekordbajnokként jutottak az első osztályba. 26 mérkőzésen 25 győzelem és 1 döntetlen volt a csapat mérlege, az addigi gólrekordot is magasan felülmúlták, meccsenkénti 40 feletti gólátlagot produkálva 1043 találatot szereztek. A bajnokcsapat tagjai voltak: Balog Beáta, Bánóczy Diána, Gálhidi Zsuzsanna, Gyetván Krisztina, Kaczur Kitti, Kisgergely Csilla, Kőrösiné Sidó Krisztina, László Barbara, Megyes Ildikó, Németh Helga, Őri Cecília, Pilmayer Márta, Pádár Margó, Richter Bernadett, Schneck Réka, Szrnka Hortenzia, Török Petra.

### Magyar női kézilabda-bajnokság (első osztály)
- 2010/2011-ben a 9. helyen végeztek. Az első érdi NB I-es felnőtt női kézilabda csapat tagjai voltak: Balog Beáta, Burai Edina, Ferencz Judit, Gyetván Krisztina, Janurik Kinga, Kisfaludy Anett, Kovács Anna, Kuridza Sandra, László Barbara, Megyes Ildikó, Németh Helga, Oguntoye Viktória, Őri Cecília, Pádár Margó, Schneck Réka, Tamás Krisztina, Tóth Tímea, Török Petra, Wolf Alexandra.
- A 2011/2012-es idényben - fantasztikus tavaszt produkálva - bejutottak a bajnokság legjobb négy csapata közé, 4. helyen végeztek.
- 2012/2013-ban az NB I Alapszakaszában a 3. helyen végeztek, a rájátszásban (az elődöntőben) az FTC-Rail Cargo Hungária csapata, majd a 3-4. helyért a Váci NKSE volt az ellenfelük.

 Az Érd csapata 25–21-re nyert a női kézilabda NB I harmadik helyéért vívott párharc mindent eldöntő harmadik mérkőzésén, így megszerezte a bronzérmet.
Majdnem beletört a fogunk az ellenfél kapusának fantasztikus teljesítményébe, de a lányok hihetetlenül nagyot harcoltak. Fantasztikus érzés, hogy az egész város ünnepli velünk ezt a csodálatos bronzérmet.
A 2012/2013-as szezon NB I bronzérmes csapat tagjai
Balog Beáta  •  Bognár Barbara  •  Buzsáki Nikolett  •  Kristina Elez  •  Szvetlana Gridnyeva  • Janurik Kinga  •  Kisfaludy Anett  •  Alja Koren  •  Kovács Anna  •  Kovács Gréta  •  Oguntoye Viktória  •  Oláh Nóra 

Szekeres Klára  •  Tóth Tímea  •  Török Petra  •  Vincze Melinda  •  Sara Vukcevic  •  Wolf Alexandra

## Sikerei, díjai

### Hazai bajnokság, kupa
NB I
- 3. hely (6): 2012–13, 2013–14, 2014–15, 2015–16, 2016–17, 2017–18

Magyar Kupa
- Ezüstérem (2): 2015–16, 2017–18
- Bronzérem (2): 2014–15, 2018–19

NB I/B:
- Aranyérem: 2010

### Nemzetközi kupa
EHF-kupa
- Elődöntő: 2014-15

## Csapat

### Szakmai stáb
| Név                 | Poszt            |
| ------------------- | ---------------- |
| Simics Judit        | vezetőedző       |
| Gridnyeva Szvetlána | kapusedző        |
| dr. Antal János     | csapatorvos      |
| Simon Máté          | erőnléti edző    |
| Blaskovits Adrienn  | technikai vezető |
| Czibula Balázs      | masszőr          |
|                     |                  |

Frissítve:2024. november 11.-én 
|}

### Korábbi nevezetes játékosok
- Bognár Barbara
- Csiszár-Szekeres Klára
- Janurik Kinga
- Kisfaludy Anett
- Kiss Nikoletta
- Klivinyi Kinga
- Kovács Anna
- Schatzl Nadine
- Schatzl Natalie
- Szabó Laura
- Tóth Gabriella
- Tóth Tímea
- Triscsuk Krisztina
- Vincze Melinda
- Réka Biziková
- Viktoria Oguntoye
- Coralie Lassource
- Julie Foggea
- Mariama Signaté
- Jelena Lavko
- Jovana Kovačević
- Katarina Krpež Slezak
- Sandra Kuridza
- Anđela Bulatović
- Sandra Vukčević
- Alexandra do Nascimento
- Larissa Araújo
- Mireya González
- Jamina Roberts
- Alja Koren
- Kristina Elez
- Markéta Jeřábková
- Ekaterina Kostiukova
- Yulia Kahvronina

## Csapatkép
- 2011/2012 NB1-es keret
- 2010/2011 NB1-es keret
- 2009/2010 NB1/B Nyugati csoport Bajnok